# San Rafael Mountains
De San Rafael Mountains is een bergketen in Santa Barbara County in Californië, onderdeel van de zogenaamde Transverse Ranges.
De hoogste pieken zijn: Big Pine Mountain (2079 meter), San Rafael Mountain (2010 meter) en McKinkley Mountain (1896 meter). Deze zijn enkel bereikbaar te paard, te voet of met een mountainbike. Het grootste deel van de keten ligt in het Los Padres National Forest en het noordelijk gelegen deel maakt deel uit van de San Rafael Wilderness.
De bergen zijn zeer steil en lager gelegen delen zijn volledig bedekt met ondoordringbare begroeiing. Enkel na een bosbrand zijn deze gebieden goed bereikbaar. Er is zeer brandgevoelige, mediterrane vegetatie, chaparral genoemd. De hoger gelegen gebieden worden gekenmerkt door een begroeiing van coniferen. Sneeuw valt er enkel op meer dan 6000 voet (1829 meter) hoogte.

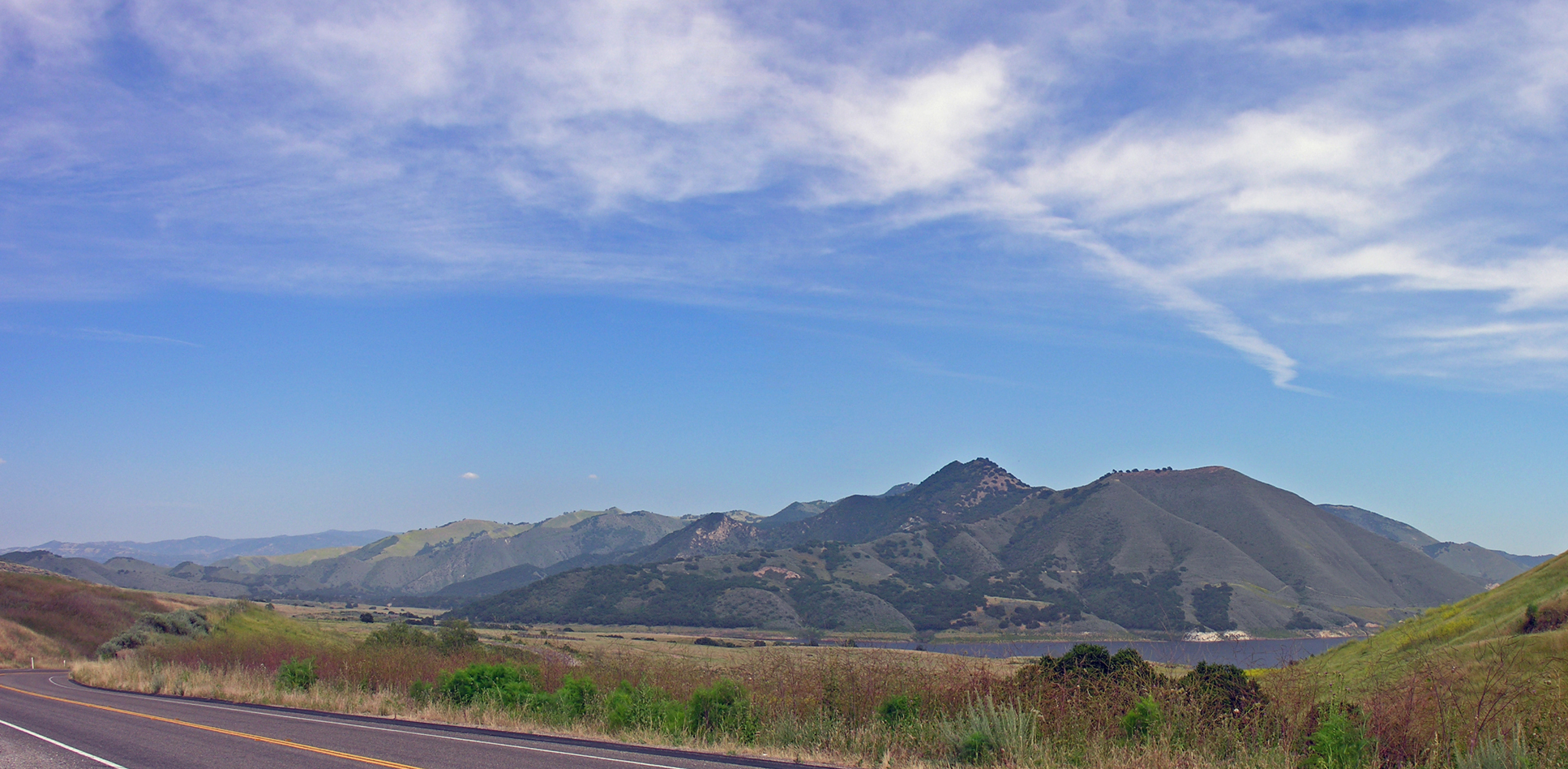
San Rafael Mountains met een deel van het Twitchell waterreservoir

De eerste bewoners van deze bergen waren de Chumash-indianen. Het bewijs ervan zijn de rotstekeningen die nu nog steeds aanwezig zijn op de rotsen van de keten. Er werd vroeger ook kwik ontgonnen in de zuidelijk gelegen delen. Er zijn nog steeds grote hoeveelheden van deze giftige stof aanwezig in de vroegere mijnplaatsen en verder onderzoek zal uitmaken of deze schadelijk zijn voor de omgeving en al dan niet verwijderd moeten worden.